# 藤

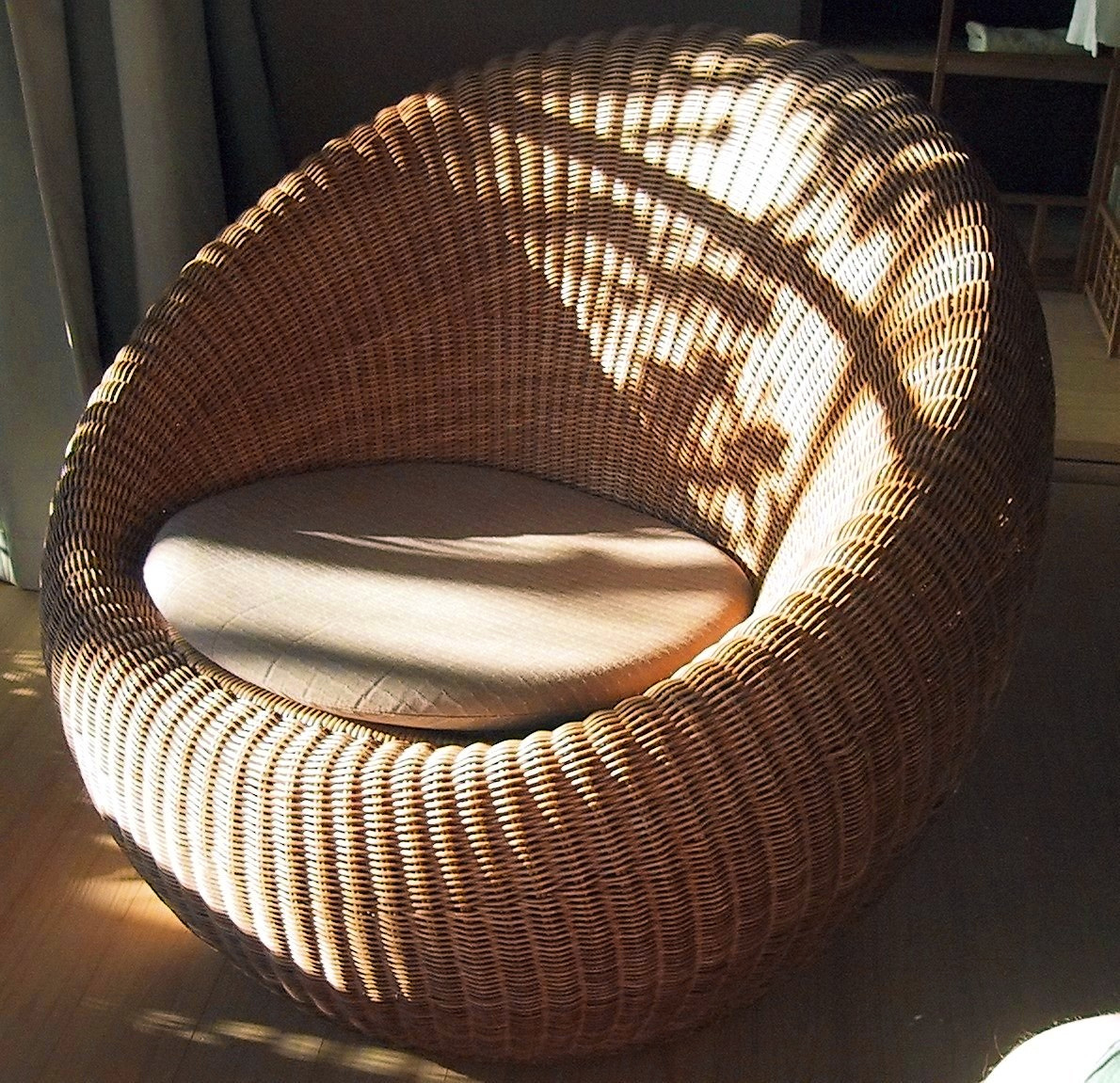
藤椅

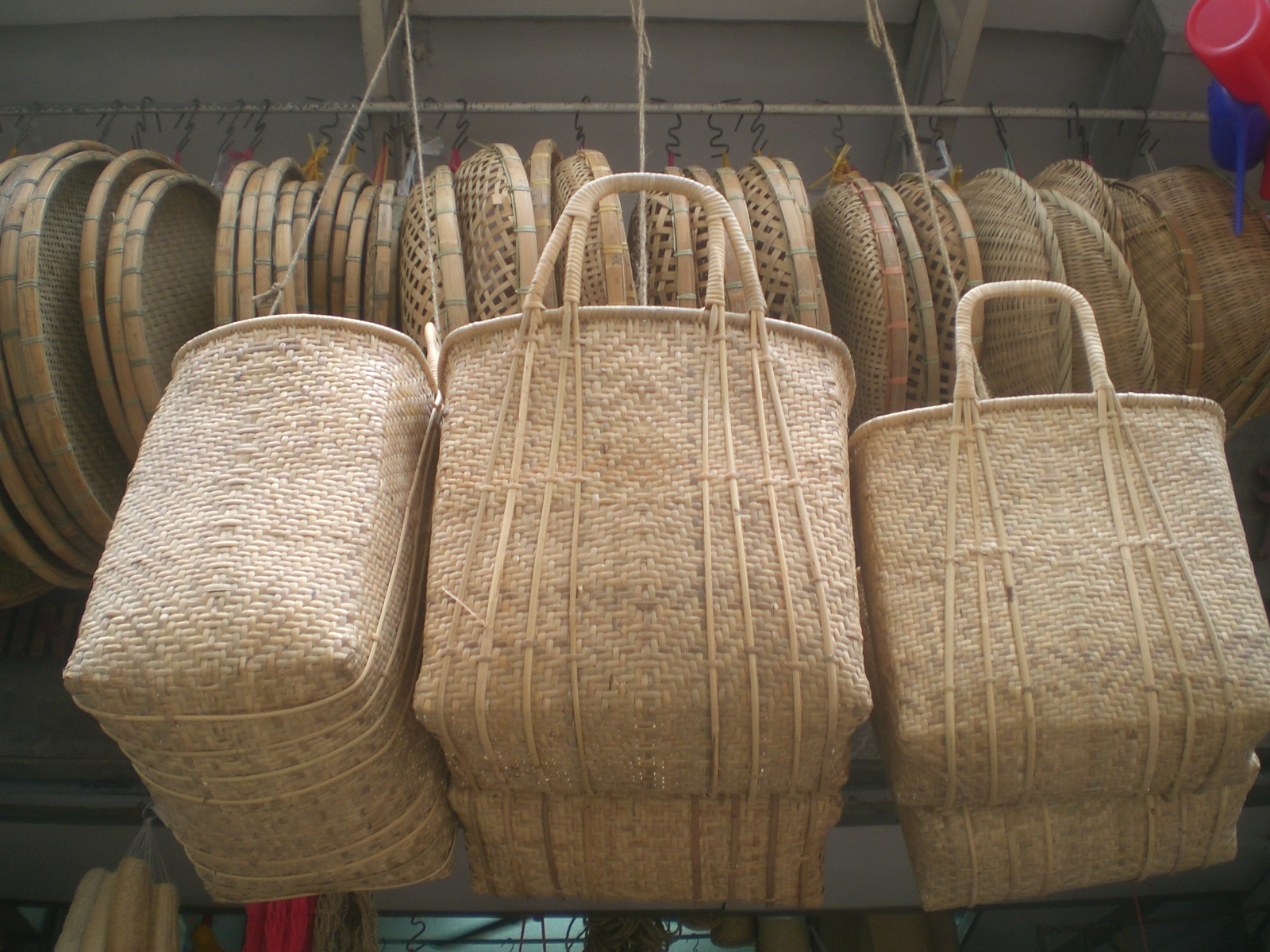
山貨籐籃

藤是部份省藤族（学名：Calameae）植物的藤本木質莖，原產於非洲、亞洲及大洋洲的熱帶地區，是一類富含彈性的長條狀木質材料，常用於編制器皿、家具，甚至用於建築草房、製成武器與防具。

## 分類
藤主要產自棕櫚科、省藤亞科、省藤族之下的藤本植物，省藤族其中三個亞族為藤本，可產藤，如下：
- 柯莎藤亚族 Korthalsiinae
  - 柯莎藤属 Korthalsia
- 钩叶藤亚族 Plectocomiinae
  - 钩叶藤属 Plectocomia
  - 多鳞藤属 Myrialepis
  - 类钩叶藤属 Plectocomiopsis
- 省藤亚族 Calaminae
  - 省藤属 Calamus（广义：包含网苞藤属 Retispatha、黄藤属 Daemonorops、角裂藤属 Ceratolobus、鬃耳藤属 Pogonotium）[2]

藤與其他棕櫚科植物最大的分別，是它们多数为藤本，攀缘于其它植物上，與棕櫚科其他品種的高大樹幹相比，有很大的分別。在外表來看，藤的葉片與竹有點相像，但不論是葉脈或莖的形態都完全不同。

## 用途
一般來說，藤在經過加工成各種部件後，可以用來製作傢具。不同品種的藤從直徑少於一厘米的，到約莫5-7厘米的都有。原藤在採集後，开皮后的藤皮可以作編織之用，餘下的部份可作為傢具的骨幹。由於藤的重量很輕，而且很耐用，可塑性高，所制作的傢具深受消费者青睐。

### 藥用
- 血竭

### 藤鞭
笞刑的行刑用具亦是用藤製作。

### 藤條
藤條是華人用來教訓小孩的常見工具。元朗襲擊事件中，《香港經濟日報》副社長石鏡泉就因呼籲元朗鄉親用長藤條「打仔（打兒子）」而被追究下台。